# Lucky Millinder
Lucius Venable " Lucky " Millinder (8 de agosto de 1910 - 28 de septiembre de 1966) fue un director de orquesta estadounidense, destacado en los géneros swing y rhythm and blues. A pesar de no saber leer ni escribir música y no tocar ningún instrumento, alcanzó el éxito con sus orquestas gracias a su talento para el espectáculo y su gusto musical. Por su banda pasaron numerosos músicos que posteriormente se volvieron muy influyentes en los inicios del Rock and roll. Fue incluido en el Salón de la Fama del Jazz de Alabama en 1986.

## Inicios
Millinder nació como Lucius Venables en Anniston (Alabama), Estados Unidos. Adoptó el apellido Millinder cuando era niño y se crio en Chicago. En la década de 1920, trabajó en clubes, salones de baile y teatros de Chicago como maestro de ceremonias y bailarín. En 1931 lideró una banda para una gira teatral de la compañía cinematográfica RKO y en 1932 asumió el liderazgo de la orquesta de Doc Crawford en Harlem. 
En 1933, llevó una banda a Europa, tocando en residencias en Montecarlo y París. Regresó a Nueva York para hacerse cargo del liderazgo de la Mills Blue Rhythm Band en 1934, que incluía entre sus músicos a Henry "Red" Allen, Charlie Shavers, Harry "Sweets" Edison y JC Higginbotham, y que tenía una programación regular en The Cotton Club.

## Con su propia orquesta
En 1938, se asoció con el pianista Bill Doggett. En torno a esta época descubrió a la cantante y guitarrista de góspel Rosetta Tharpe, con la que colaboró durante muchos años. La primera grabación de ambos para Decca Records se produjo en 1938.
Posteriormente su orquesta fue contratada como residente en el salón de baile neoyorquino Savoy Ballroom y firmó un contrato discográfico con Decca Records. Dizzy Gillespie fue el trompetista de la banda durante un tiempo y apareció en el primer éxito de Millinder, "When the Lights Go On Again (All Over the World)", que alcanzó el número 1 en la lista Billboard R&B y el número 14 en la lista pop de Estados Unidos en 1942. Los discos posteriores "Apollo Jump" y "Sweet Slumber" también fueron grandes éxitos, con la voz de Trevor Bacon.
A mediados de la década de 1940, la banda fue dejando el jazz para acercarse al estilo Rhythm and Blues. Entre los miembros más destacados de la banda en esta época se incluyen a los saxofonistas Bull Moose Jackson, Tab Smith y Eddie "Lockjaw" Davis, así como al pianista Charles Thompson. En 1944, Millinder reclutó al cantante Wynonie Harris, y su grabación del tema "Who Threw the Whiskey in the Well" se convirtió en el mayor éxito del grupo en 1945, permaneciendo en el número 1 en la lista de R&B durante ocho semanas y también alcanzando el número 7 en la lista de éxitos pop de Estados Unidos. Tras la marcha de Harris para iniciar su carrera en solitario, Millinder asumió temporalmente la voz principal hasta que contrató a la cantante Ruth Brown, que se unió a la banda durante un breve período de tiempo antes de iniciar su propia carrera en solitario.
Hacia el final de la Segunda Guerra Mundial y en el período de posguerra, la situación económica para las orquestas que se dedicaban a realizar giras (con el racionamiento de gasolina y los impuestos de entretenimiento) comenzó a favorecer a las bandas más pequeñas (como la de Louis Jordan) y limitó el número de apariciones de orquestas más grandes, como la de Millinder. A finales de la década de 1940, la banda consiguió realizar una gira por grandes  auditorios, aunque tuvo pocos éxitos en las listas durante esos años.
En 1949, la banda dejó Decca Records y se unió a RCA Victor y luego a King Records, grabando con los cantantes Big John Greer y Annisteen Allen. El último gran éxito de la banda fue "I'm Waiting Just for You", con Allen como vocalista, en 1951, que alcanzó el número 2 en la lista de R&B y el número 19 en la lista de pop. Un año antes, la canción de Millinder "Silent George" se había convertido en un éxito del llamado Dirty blues.

## Últimos años
En 1952, Millinder comenzó a trabajar como DJ de radio. Continuó de gira con su banda, pero su estilo estaba en declive y los continuos cambios de personal en la formación comenzaron a afectar al sonido de la banda. En 1954, asumió brevemente la dirección de la banda de la casa en el Teatro Apollo. Se retiró de la actuación alrededor de 1955, aunque sus últimas grabaciones tuvieron lugar en 1960.
Murió de una dolencia hepática en la ciudad de Nueva York en septiembre de 1966.

## Discografía seleccionada

### Recopilatorios en vinilo
- Lucky Days 1941–1945 (MCA 1319, 1980)
- Let It Roll (MCA 1357, 1982)
- Shorty's Got to Go (Juke Box Lil 609, 1984)
- Let It Roll Again (Jukebox Lil 613, 1986)

### Recopilatorios en CD
Cada grabación (todas Decca, RCA Victor y King) de Lucky Millinder & His Orchestra está incluida en esta serie de cuatro volúmenes del sello de reedición Classics.
- The Chronological Lucky Millinder & His Orchestra 1941–1942 (Classics 712, 1993)
- The Chronological Lucky Millinder & His Orchestra 1943–1947 (Classics 1026, 1998)
- The Chronological Lucky Millinder & His Orchestra 1947–1950 (Classics 1173, 2001)
- The Chronological Lucky Millinder & His Orchestra 1951–1960 (Classics 1460, 2008)
- Apollo Jump (Proper PVCD-115, 2002), 2-CD set
- Jukebox Hits 1942–1951 (Acrobat ACMCD-4029, 2005)
- The Very Best of Lucky Millinder  (Collectables COL-2898, 2005)